# Gabrijel Barišić
Gabrijel Barišić O.F.M. (Oćevija, 1788. – Rt Rodon, 1839.) bio je hrvatski katolički prelat i biskup lješki.

## Životopis
Osnovno obrazovanje stekao je u samostanu svetog Ivana Krstitelja u Kraljevoj Sutjesci. U istom je samostanu ušao u franjevački red. Oko 1806. godine starješinstvo Bosne Srebrene šalje ga u Italiju na filozofsko-teološki studij. Nakon završetka studija zaređen je za svećenika u Italiji.
Markiz Spretti je od pape Pija VIII. zatražio njegovu eksklaustraciju kako bi mogao biti odgojitelj njegove djece. Nakon što je dobio dozvolu postao je odgojitelj njegove djece u Ravenni i dvorskim kapelanom. Taj je posao obavljao do oko 1820. godine.
Te se godine vraća u Bosnu gdje postaje tajnikom biskupa Augustina Miletića. Godine 1826. Miletić ga šalje u Rim kako bi riješio neke probleme vezane uz apostolski vikarijat. Dana 7. rujna 1826. imenovan je biskupom lješkim u Albaniji te apostolskim pohoditeljem za cijelu Albaniju, Makedoniju i Srbiju. Za biskupa je posvećen 19. rujna 1826. godine. Nakon smrti Augustina Miletića papa Grgur XVI. godine 1831. ponudio mu je službu apostolskog vikara, ali on na tu službu predlaže svog rođaka Rafaela Barišića, što papa i prihvaća.
Nakon što je teško obolio liječio se u Dubrovniku. Godine 1837. hodočastio je u neku franjevačku crkvu te su ga na putu pored mora napali grčki razbojnici, teško zlostavljali i ponižavali te je jedva ostao živ, ali je duševno obolio. Od posljedica zlostavljanja umro je 1839. godine.

### Članci
- Barišić, fra Gabrijel (Josip), biskup. Samostan Gorica – Livno. Pristupljeno 23. svibnja 2025.